# Феррер, Иза
Иза Феррер (фр. Ysa Ferrer, род. 4 июня 1972, Оран, Алжир) — французская певица и актриса.

## Биография

### Ранние годы
Иза Феррер родилась 4 июня 1972 в Алжире. В возрасте 2-х лет она переезжает вместе с родителями в город Шамбери во Францию.
Уже в молодости Иза интересуется пением и посвящает своё свободное время хору и работе на местной радиостанции «Arc-en-Ciel». В 18 лет она решает попытать своё счастье в Париже. Она поступает на курсы драматического искусства в студии «Пигмалион». В 1992 Иза Феррер получает маленькую роль в фильме «Л-627» французского режиссёра Бертрана Тавернье. Благодаря этому фильму Иза не остаётся незамеченной. После нескольких прослушиваний она получает ведущую роль в популярном телесериале «Seconde B», в котором она будет сниматься на протяжении 2-х лет, пока не решится оставить сериал. Параллельно она работает вместе с Даниэлем Кастано над своей первой песней «Tune of my heart», которая впоследствии войдет в оригинальный саундтрек к серии.

### 1995—2000:D’essences naturellesи Kamikaze
В 1995 году Иза подписывает договор с Polydor и вскоре выходит её первый альбом D'essences naturelles. Из альбома вышло три сингла: «À coups de typ-ex», «109 en 95» и «Ne me chasse pas». Кристоф Кампос и Антуан Леру снимают видеоклипы к первым двум синглам.
Записанный в Лондоне сингл «Mes rêves» становится достоянием широкой публики и имеет настоящий коммерческий успех: всего было продано более 100 000 экземпляров. Шаоль Фати, брат Изы, снимает видеоклип на песню. В 1997 году Иза знакомится с бывшим менеджером Милен Фармер Бертраном Ле Пажем, с которым она и будет работать в последующее время. За синглом «Mes rêves» следует второй альбом Kamikaze, который будет записан в студии «Méga». Иза находит свой музыкальный стиль, который Тьерри Рожен окрестит как «Pop Kosmic».
В начале 1998 выходит песня «Les yeux dans les yeux», которая имеет такой же большой успех, несмотря на то, что клип (режиссёр Жюльен Сери) будет сочтен слишком жестоким и подвергнется частичному цензированию. Вскоре Иза прекращает сотрудничество с Бертраном Ле Паж и её новым менеджером становится Доминик Дюпон. В том же году в Стокгольме Иза записывает переложенную Даниэлем Кастано на французский язык кавер-версию к композиции группы Secret Service «Flash in the night», имеющую огромный успех.

### 2000—2013: «Made in Japan»,Imaginaire purиUltra Ferrer
В 2000 году Иза прерывает договор с Polydor и уходит к EMI. Сотрудничество будет очень краткосрочным, так как EMI мало заботится о ee карьере (записанный сингл «Mourir pour elles» так и не выйдет в продажу по решению EMI).
После паузы и рождения дочери Нова-Луны 27 марта 2001 года Иза подписывает контракт с East-West. 30 июня 2003 после месяцев ожидания и подготовки выходит в свет сингл «Made in Japan». Без поддержки East-West выход сингла «Made in Japan» остался практически незамеченным. Иза начинает работу над новым альбомом Lovarium.
30 июня 2004 года в Швеции выходит в свет новая композиция «Ederlezi», которая была продюсирована Richi M. Эта кавер-версия песни Горана Бреговича («Время цыган») уже присутствовала в альбоме Kamikaze, но в другой аранжировке.
В 2008 году песня «Made in Japan» была включена в саундтрек к сериалу «Ранетки», имевшему тогда высокие рейтинги. Практически после пяти лет со дня премьеры премьеры, сингл становится хитом в России, тогда же эту песню начали крутить на многих радиостанциях страны. В том же 2008 году в свет выходит и новая пластинка Изы — Imaginaire pur, работа над которой велась последние годы. На родине, во Франции, диск был принят довольно сдержанно, однако в России пластинка стала бестселлером и смогла достичь второй позиции в альбомном чарте. 5 июня 2009 года была приглашена на «Премию Муз-ТВ 2009».
2010 год был посвящён работе над новым альбомом под названием Ultra Ferrer, который увидел свет осенью (20 сентября — коллекционное издание; 27 сентября — обычное). Он состоит из тринадцати композиций. Ровно за месяц до коллекционного издания альбома был выпущен видеоклип на, пожалуй, наиболее раскручиваемую песню нового альбома — «French kiss». Второе видео (на композицию «Hands up» — оба клипа достаточно похожи друг на друга) было размещено 22 ноября. В качестве третьей песни альбома для клипа запланирована композиция «Je vois», причём съёмки прошли в Марокко, а сам клип вышел в марте 2011 года.
Одновременно с выпуском этого альбома Иза Феррер подготовила новую концертную программу «Paradoxal Show», которая впервые была продемонстрирована 16 октября 2010 года в парижском концертном зале «Bobino». Летом 2011 года «Парадоксальное Шоу» прошло в Лилле (4 июня), Лионе (7 июня) и Париже (25 июня — концертный зал «Alhambra»).

### 2014—настоящее:SanguineиXYZ
В октябре 2014 года певица представила новый альбом Sanguine, тем самым отметив 20-летние своей карьеры. 15 января Иза Феррер выпустила концертный фильм «Live à La Cigale», который был снят в парижском театре La Cigale, месте, где прошло первое большое выступление Изы после подписания контракта с лейблом Polydor в 1995 году. В концерте приняла участие Елена Князева, с которой Иза записала русскоязычный ремикс на хит «Made in Japan», а также французский дуэт Cassandre. В том же году вышел сингл «Ou êtes-vous Mylène», посвященный певице Милен Фармер, кумиру Изы.
В 2016 году певица представила девятиминутный видеоклип на песню «God Save The Queen», в котором Иза предстала в образе Принцессы Дианы, и в котором показаны последние часы её жизни.
3 февраля 2018 года на официальном сайте был размещен тизер предстоящего студийного альбома XYZ. Также стало известно, что выпуск альбома будет разделён на три части, будет выпущено отдельно три миньона: X, Y и Z, в каждом из которых будет по четыре песни. 15 марта состоялся релиз первой части альбома на физических носителях, его тираж составил всего 200 копий. 15 мая вышел видеоклип на лид-сингл «Née sous X». 10 июля вышла вторая часть альбома — Y, релиз также состоялся только на физических носителях с ограниченным тиражом. 15 декабря вышла заключительная часть альбома.
В 2019 году приняла участие в программе «Together — Tous avec moi» на телеканале M6, где она стала одним из членов жюри.

## Дискография

### Альбомы

#### Студийные альбомы
| Название                                                                           | Детали                                                                                     | Позиции в чартах | Позиции в чартах | Позиции в чартах |
| Название                                                                           | Детали                                                                                     | FRA              | FRA TL           | RUS              |
| ---------------------------------------------------------------------------------- | ------------------------------------------------------------------------------------------ | ---------------- | ---------------- | ---------------- |
| D'essences naturelles                                                              | - Выпущен: 19 февраля 1995 - Лейбл: Polydor - Формат: CD, кассета                          | —                | —                | —                |
| Kamikaze                                                                           | - Выпущен: 9 июня 1998 - Лейбл: Polydor - Формат: CD, кассета                              | 75               | —                | —                |
| Imaginaire pur                                                                     | - Выпущен: 29 сентября 2008 - Лейбл: Lovarium Production - Формат: CD, цифровая загрузка   | 173              | 31               | 2                |
| Ultra Ferrer                                                                       | - Выпущен: 20 сентября 2010 - Лейбл: Lovarium Production - Формат: CD, цифровая загрузка   | —                | 25               | —                |
| Sanguine                                                                           | - Выпущен: 27 октября 2014 - Лейбл: Lovarium Production - Формат: CD, цифровая загрузка    | —                | 61               | —                |
| XYZ                                                                                | - Выпущен: 22 ноября 2019 - Лейбл: Lovarium Production - Формат: CD, LP, цифровая загрузка | —                | —                | —                |
| Символ «—» означает, что альбом не попал в чарт или не выпускался в данной стране. |                                                                                            |                  |                  |                  |

#### Концертные альбомы
| Название      | Детали                                                    |
| ------------- | --------------------------------------------------------- |
| Ultra Live    | - Выпущен: 2011 - Лейбл: Lovarium Production - Формат: CD |
| Sanguine Live | - Выпущен: 2015 - Лейбл: Lovarium Production - Формат: CD |

#### Мини-альбомы
| Название | Детали                                                              |
| -------- | ------------------------------------------------------------------- |
| X        | - Выпущен: 15 марта 2018 - Лейбл: Lovarium Production - Формат: CD  |
| Y        | - Выпущен: 10 апреля 2018 - Лейбл: Lovarium Production - Формат: CD |
| Z        | - Выпущен: 18 января 2019 - Лейбл: Lovarium Production - Формат: CD |

#### Сборники
| Название    | Детали                                                    |
| ----------- | --------------------------------------------------------- |
| The Demobox | - Выпущен: 2008 - Лейбл: Lovarium Production - Формат: CD |
| Nu intégral | - Выпущен: 2012 - Лейбл: Lovarium Production - Формат: CD |

#### Видеоальбомы
| Название          | Детали                                                                         |
| ----------------- | ------------------------------------------------------------------------------ |
| A la nouvelle Eve | - Выпущен: 2009 - Лейбл: Lovarium Production - Формат: DVD                     |
| Ultra Live        | - Выпущен: 20 июня 2011 - Лейбл: Lovarium Production - Формат: DVD             |
| Party intime      | - Выпущен: 27 ноября 2015 - Лейбл: Lovarium Production - Формат: DVD           |
| Live à la cigale  | - Выпущен: 18 декабря 2015 - Лейбл: Lovarium Production - Формат: DVD, Blu-ray |

### Синглы
| Год                                                                               | Название                         | Позиция в чартах | Позиция в чартах | Позиция в чартах | Альбом                |
| Год                                                                               | Название                         | FRA              | FRA TL           | RUS              | Альбом                |
| --------------------------------------------------------------------------------- | -------------------------------- | ---------------- | ---------------- | ---------------- | --------------------- |
| 1995                                                                              | «À Coups de Typ-Ex»              | —                | —                | —                | D’essences naturelles |
| 1996                                                                              | «109 en 95»                      | —                | —                | —                | D’essences naturelles |
| 1996                                                                              | «Ne me chasse pas»               | —                | —                | —                | D’essences naturelles |
| 1997                                                                              | «Mes Rêves»                      | 19               | —                | 266              | Kamikaze              |
| 1998                                                                              | «Les Yeux dans les Yeux»         | 59               | —                | —                | Kamikaze              |
| 1999                                                                              | «Flash In the Night»             | 61               | —                | —                | Kamikaze              |
| 2000                                                                              | «Mourir pour elles»              | —                | —                | —                | без альбома           |
| 2003                                                                              | «Made In Japan»                  | —                | —                | 17               | Imaginaire pur        |
| 2004                                                                              | «Ederlezi» (при участии Richi M) | —                | —                | 20               | Imaginaire pur        |
| 2008                                                                              | «To Bi or Not To Bi»             | 44               | —                | 147              | Imaginaire pur        |
| 2008                                                                              | «On Fait l'Amour»                | 38               | —                | 141              | Imaginaire pur        |
| 2009                                                                              | «Sens interdit»                  | 37               | —                | 239              | Imaginaire pur        |
| 2009                                                                              | «Last Zoom»                      | 48               | —                | 240              | Imaginaire pur        |
| 2010                                                                              | «French Kiss»                    | 53               | —                | 57               | Ultra Ferrer          |
| 2011                                                                              | «Hands Up»                       | —                | —                | 137              | Ultra Ferrer          |
| 2011                                                                              | «Je vois»                        | —                | —                | —                | Ultra Ferrer          |
| 2011                                                                              | «Brille»                         | —                | —                | —                | Ultra Ferrer          |
| 2012                                                                              | «Pom Pom Girl»                   | —                | —                | 224              | Ultra Ferrer          |
| 2014                                                                              | «Pop»                            | —                | —                | 237              | Sanguine              |
| 2014                                                                              | «Folle de Vouloir Continuer»     | —                | —                | —                | Sanguine              |
| 2015                                                                              | «God Save The Queen»             | —                | —                | 184              | Sanguine              |
| 2015                                                                              | «D’un peu»                       | —                | —                | 199              | Sanguine              |
| 2018                                                                              | «Née sous X»                     | —                | —                | —                | XYZ                   |
| 2018                                                                              | «La moitié de Moi»               | —                | —                | —                | XYZ                   |
| 2019                                                                              | «Follow Me»                      | —                | —                | —                | XYZ                   |
| 2020                                                                              | «Je Sortirai Grandie»            | —                | —                | —                | XYZ                   |
| 2020                                                                              | «To The World»                   | —                | —                | —                | XYZ                   |
| Символ «—» означает, что сингл не попал в чарт или не выпускался в данной стране. |                                  |                  |                  |                  |                       |

## Концертные туры
- Imaginaire Tour (2008—2009)
- Paradoxal Show / Ultra Tour (2010—2011)
- Sanguine Live (2015)
- Party Intime (2015)

## Фильмография

### Кино
- 1992 — «L.627»
- 2007 — «King Size» — София

### Телесериалы
- 1992 — «Seconde B» — Надя
- 1994 — «Fruits et légumes»
- 1996 — «Eurotrash» — камео
- 2008 — «On m’a volé mon adolescence» — Элейн

### Дубляж
- 2000 — «Зачарованные» — Брук (Элизабет Арнуа)
- 2007—2010 — «Чак» — Анна Ву (Джулия Линг)
- 2009—2010 — «Молокососы» — Карен (Клариса Клейтон)
- 2009 — «Драконий жемчуг: Эволюция» — Чи Чи (Джейми Чон)
- 2012 — «Железный кулак» — Леди Силк (Джейми Чон)

## Театральные работы
- 2017 — «On fait l’amour comme on tue» — Джессика